# Équinoxe Infinity
Az Équinoxe Infinity Jean-Michel Jarre 2018. november 16-án
megjelent huszadik stúdióalbumának címe. A mű a zenész 1978-ban kiadott Équinoxe című albumának negyven évvel későbbi folytatása.
Az anyaghoz olyan témák szolgáltatták az inspirációt, mint az életünket behálózó új technológiák, a mesterséges intelligencia kérdése, és mindezeknek az emberiségre gyakorolt hatása. Az album két változatú borítóját Filip Hodas készítette, és a grafika erőteljesen emlékeztet a negyven évvel ezelőtt megismert képi motívumokra.
Szerettem volna ráirányítani a figyelmet arra, milyen forgatókönyvekkel kell szembenéznünk az innováció és a technikai fejlődés előrehaladásával, amitől sok esetben erőteljesen függünk. Az Équinoxe Infinity két ellentétes világ filmzenéjét festi meg: az egyiken az emberiség békében és harmóniában él a természettel és a technológiával, a másik félelmetes és torz jövőképet jelenít meg, ahol a gépek uralják a világot.

## Az album dalai
1. The Watchers[1][4]
2. Flying Totems
3. Robots don’t Cry
4. All you leave behind
5. If the wind could speak
6. Infinity
7. Machines are learning
8. The opening
9. Don’t look back
10. Equinoxe Infinity